# Sainte-Marguerite (Vosges)
Sainte-Marguerite és un municipi francès, situat al departament dels Vosges i a la regió del Gran Est. L'any 2007 tenia 2.415 habitants.

## Demografia

### Població
El 2007 la població de fet de Sainte-Marguerite era de 2.415 persones. Hi havia 1.010 famílies, de les quals 262 eren unipersonals (117 homes vivint sols i 145 dones vivint soles), 376 parelles sense fills, 313 parelles amb fills i 59 famílies monoparentals amb fills.
La població ha evolucionat segons el següent gràfic:
Habitants censats

### Habitatges
El 2007 hi havia 1.078 habitatges, 1.025 eren l'habitatge principal de la família, 5 eren segones residències i 48 estaven desocupats. 832 eren cases i 246 eren apartaments. Dels 1.025 habitatges principals, 740 estaven ocupats pels seus propietaris, 268 estaven llogats i ocupats pels llogaters i 17 estaven cedits a títol gratuït; 6 tenien una cambra, 68 en tenien dues, 117 en tenien tres, 247 en tenien quatre i 588 en tenien cinc o més. 851 habitatges disposaven pel capbaix d'una plaça de pàrquing. A 493 habitatges hi havia un automòbil i a 449 n'hi havia dos o més.

### Piràmide de població
La piràmide de població per edats i sexe el 2009 era:
| Homes | Edats   | Dones |
| ----- | ------- | ----- |
| 0     | 95 o +  | 0     |
| 8     | 90 a 94 | 4     |
| 8     | 85 a 89 | 8     |
| 16    | 80 a 84 | 16    |
| 32    | 75 a 79 | 40    |
| 60    | 70 a 74 | 68    |
| 48    | 65 a 69 | 60    |
| 52    | 60 a 64 | 64    |
| 44    | 55 a 59 | 24    |
| 84    | 50 a 54 | 80    |
| 80    | 45 a 49 | 72    |
| 104   | 40 a 44 | 116   |
| 88    | 35 a 39 | 96    |
| 92    | 30 a 34 | 64    |
| 60    | 25 a 29 | 76    |
| 56    | 20 a 24 | 56    |
| 96    | 15 a 19 | 52    |
| 108   | 10 a 14 | 80    |
| 60    | 5 a 9   | 68    |
| 64    | 0 a 4   | 72    |

## Economia
El 2007 la població en edat de treballar era de 1.521 persones, 1.134 eren actives i 387 eren inactives. De les 1.134 persones actives 1.012 estaven ocupades (529 homes i 483 dones) i 124 estaven aturades (62 homes i 62 dones). De les 387 persones inactives 164 estaven jubilades, 116 estaven estudiant i 107 estaven classificades com a «altres inactius».

### Ingressos
El 2009 a Sainte-Marguerite hi havia 1.043 unitats fiscals que integraven 2.540 persones, la mediana anual d'ingressos fiscals per persona era de 18.225 €.

### Activitats econòmiques
Dels 209 establiments que hi havia el 2007, 2 eren d'empreses extractives, 3 d'empreses alimentàries, 1 d'una empresa de fabricació de material elèctric, 15 d'empreses de fabricació d'altres productes industrials, 25 d'empreses de construcció, 79 d'empreses de comerç i reparació d'automòbils, 4 d'empreses de transport, 9 d'empreses d'hostatgeria i restauració, 7 d'empreses d'informació i comunicació, 4 d'empreses financeres, 8 d'empreses immobiliàries, 25 d'empreses de serveis, 14 d'entitats de l'administració pública i 13 d'empreses classificades com a «altres activitats de serveis».
Dels 51 establiments de servei als particulars que hi havia el 2009, 1 era una oficina de correu, 2 funeràries, 10 tallers de reparació d'automòbils i de material agrícola, 1 taller d'inspecció tècnica de vehicles, 1 establiment de lloguer de cotxes, 3 paletes, 5 guixaires pintors, 6 fusteries, 5 lampisteries, 2 electricistes, 1 empresa de construcció, 3 perruqueries, 5 restaurants, 3 agències immobiliàries, 1 tintoreria i 2 salons de bellesa.
Dels 33 establiments comercials que hi havia el 2009, 1 era, 1 un hipermercat, 3 grans superfícies de material de bricolatge, 4 fleques, 1 una fleca, 1 una carnisseria, 1 una peixateria, 8 botigues de roba, 2 botigues d'equipament de la llar, 2 sabateries, 4 botigues de mobles, 2 perfumeries, 1 una perfumeria i 2 floristeries.
L'any 2000 a Sainte-Marguerite hi havia 5 explotacions agrícoles.

## Equipaments sanitaris i escolars
El 2009 hi havia 1 farmàcia i 1 ambulància.
El 2009 hi havia 1 escola maternal i 1 escola elemental.

## Poblacions més properes
El següent diagrama mostra les poblacions més properes.